# Cisa
La cisa era un impost que gravava queviures i altres mercaderies dels quals es treia un percentatge, sobre el pes o la mesura.
Així, per exemple, el 1287 hi hagué una cisa a Barcelona per edificar les muralles de la ciutat.
El 1292, la cisa es cobrà del Cinca fins a Panissars i fins a Ulldecona, és a dir, a tot Catalunya menys als comtats de Rosselló i Cerdanya.